# Alexandru Bardan
Alexandru "Alexe" Bardan (* 19. März 1937; † 29. Juni 2018) war ein rumänischer Tennisspieler und -funktionär.

## Karriere
Bardan vertrat die rumänische Davis-Cup-Mannschaft im Davis Cup 1963 in zwei Begegnungen. Gegen die Schweiz gewann er seine beiden Einzelpartien, in der nächsten Runde verlor er bei der 2:3-Niederlage gegen Südafrika all seine drei Matches, zwei Einzel und das Doppel gemeinsam mit Ion Țiriac. Weitere Turnierteilnahmen von ihm sind nicht bekannt.
Im Anschluss an seine aktive Karriere war Bardan zeitweise Kapitän der rumänischen Davis-Cup-Mannschaft sowie Vizepräsident des Federația Română de Tenis, des rumänischen Tennisverbands.
Er verstarb 2018 im Alter von 81 Jahren.